# Волица (Нараевская сельская община)
Волица (укр. Волиця) — село в Нараевской сельской общине Тернопольского района Тернопольской области Украины.
До 2020 года входило в Бережанский район.
Код КОАТУУ — 6120487302. Население по переписи 2001 года составляло 533 человека.

## Географическое положение
Село Волица находится на правом берегу реки Нараевка,
выше по течению на расстоянии в 1 км расположено село Рогачин,
ниже по течению на расстоянии в 1,5 км расположено село Куряны,
на противоположном берегу — село Павлов.
К селу примыкает лесной массив (граб, бук).

## История
- 1657 год — дата основания.
- В 1946 г. Указом Президиума ВС УССР село Вулька переименовано в Волицу

## Объекты социальной сферы
- Школа I ст.
- Фельдшерско-акушерский пункт.